# Hyperlopha irrorata
Hyperlopha irrorata är en fjärilsart som beskrevs av George Francis Hampson 1893. Hyperlopha irrorata ingår i släktet Hyperlopha och familjen nattflyn. Inga underarter finns listade i Catalogue of Life.